# Simurrum
Simurrum (en acadio:𒋛𒈬𒌨𒊑𒅎:Si-mu-ur-ri-im) fue una ciudad y un territorio de Mesopotamia al este del Río Tigris, entre los años 2300 a 1500 a. C., cuando desaparece de los registros. Se ha propuesto que en tiempos del Imperio Babilónico, su nombre era Zabban, centro religioso del dios Ishkur, continuando su importancia hasta el Imperio Neobabilónico. 

## Historia
El reino de Simurrum parece haber sido parte de una zona de ciudades-estado hurritas en el noreste de la Mesopotamia, en constante conflicto con los reinos sumerios del sur, particularmente durante la Tercera Dinastía de Ur donde las fuentes refieren a estos como "montañeses".
Varios de sus reyes son conocidos, como Iddin-Sin y su hijo Zabazuna. Varias inscripciones sugieren que estos fueron contemporáneos a Ishbi-Erra, primer rey de Isin, y participaron juntos en una gran sublevación contra el rey acadio Naram-Sin.

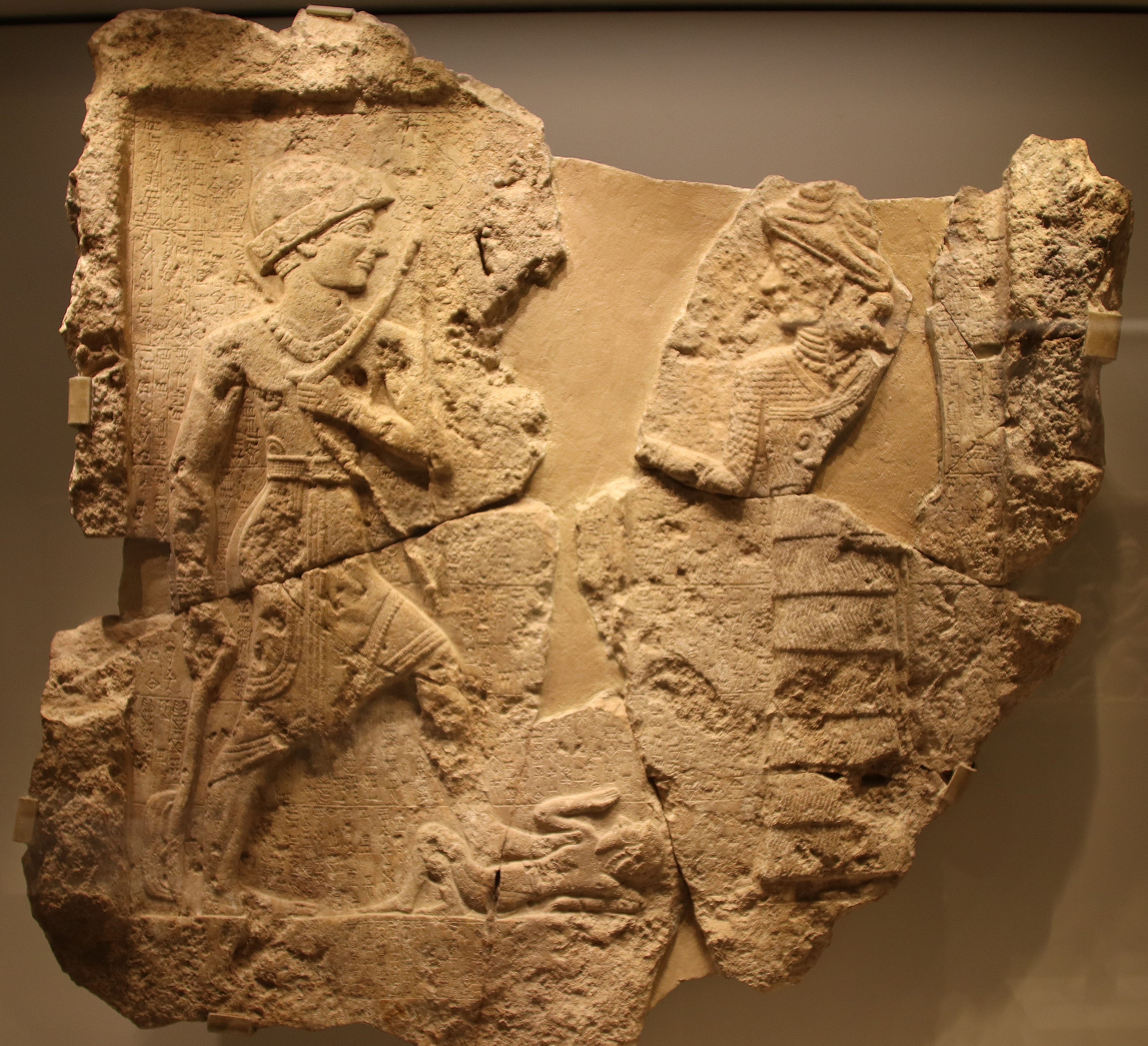
Relieve de Iddin-Sin, rey de Simurrum. (circa 2000 a. C.)

Los registros detallan que Simurrum fue una ciudad poderosa e influyente, la cual habitualmente se aliaba con la tribu lullubi. Cuatro inscripciones y el relieve de Iddin-Sin, narrando sus proezas marciales, han sido encontradas en las localidades de Ranya (Irak) y Sarpol-e Zahab (Iran).

### Periodo acadio
Simurrum estaba en constante conflicto con el Imperio Acadio. Los nombres de cuatro años dentro del reinado de Sargón I describen sus campañas contra Mari, Simurrum, Uru'a y la región de Elam:
1. Año en donde Sargón fue a Simurrum.
2. Año en donde Sargón destruyó Uru'a
3. Año en donde Uru'a fue destruida
4. Año en donde Sargón destruyó Elam
5. Año en donde Mari fue destruida

—Años de reinado conocidos de Sargón. 
Dos años desconocidos durante el reinado de Naram-Sin, cuarto rey del Imperio Acadio, fueron registrados como "el año donde Naram-Sin luchó contra Simurrum" y "el año donde Naram-Sin resultó victorioso contra Simurrum en Kirasheniwe y tomó prisionero a Baba, gobernador de Simurrum y Dubul, gobernador de Arame (relacionada con Eshnunna)", describiendo a la ciudad-estado como una constante y poderosa fuente de oposición al régimen acadio. También, junto a una carta paleobabilónica, asocia a esta con Eshnunna, ubicándola dentro del área de esta otra urbe.
Tras la caída del Imperio Acadio ante la tribu guti, esta última tomó el control de su dominio, lo que provocó un alzamiento de Simurrum, en alianza con los lullubi, contra el rey Erridupizir, el cual detalla su victoria en una inscripción hallada en Nippur:

Ka-Nisba, rey de Simurrum, instigó a los pueblos de Simurrum y lullubis a rebelarse. Amnili, general de los lullubi ... se sublevó ... Erridupizir, el poderoso, rey de los Guti y las Cuatro Partes, rápidamente fue a su encuentro ... en un solo día capturó el pasaje de Urbillum (Erbil) en el Monte Mummum. Luego, capturó Nirishuha.
— inscripción R2:226-7 de Erridupizir.

Esto sugiere que Simurrum pudo haberse convertido en un vasallo de los guti.

### Tercera Dinastía de Ur
Durante el renacimiento sumerio, las ciudades de la Baja Mesopotamia estuvieron en conflicto constante con Simurrum. El nombre del año 44 del segundo rey de Ur, Shulgi (circa 2094–2046 a. C.) fue "el año donde Simurrum y Lullubum fueron destruidos por novena vez". En uno de estos conflictos, Shulgi capturó al gobernador de Simurrum, Tabban-Darah, y lo envió al exilio en Puzrish-Dagan (actual Drehem). Otro gobernador de la ciudad, Sillus-Dagan, es conocido por estar aliado al tercer rey de la tercera dinastía de Ur, Amar-Sin. Esta alianza se mantuvo por un tiempo, con Kirib-Ulme, un diplomático de Simurrum, siendo activo durante los últimos años de Amar-Sin y los primeros años de su hijo, Shu-sin (circa 2037–2028 a. C.). Sin embargo, en los últimos años esta debió haberse disuelto o resquebrajado, ya que un administrador describe su apoyo contra sus enemigos, los amorreos:

"Cuando envié a inspeccionar [el área] entre las dos montañas, llamó mi atención que los martu (amorreos) acampaban en las montañas. Simurrum había arribado a auxiliarlos. He procedido [al área] entre la cordillera de Ebih para presentar batalla".

Varios conflictos continuaron hasta el último rey de la tercera dinastía, Ibbi-Sin (circa 2028–2004 a. C.), el hijo de Shu-Sin, con su tercer año de reinado registrando la destrucción de Simurrum, aunque esta parece haberse independizado tras la caída de Ur.
En el siglo XVIII a. C. las tablillas de Mari mencionan que el rey de Simurrum fue entregado a los guti por Sasiya, rey de la tribu turukki, con el objetivo de llegar a un acuerdo de paz:

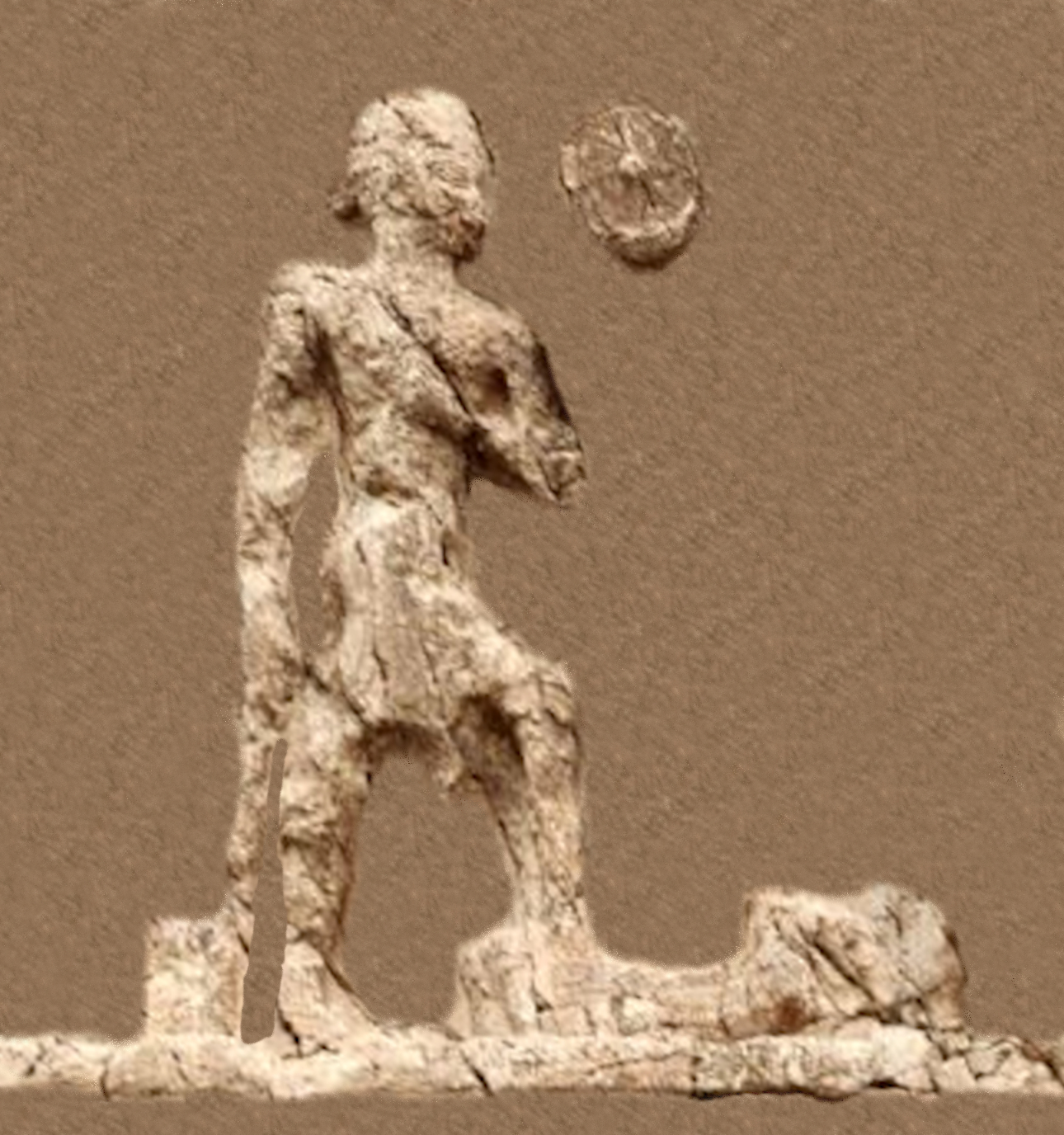
Extracto de un relieve, que lee "Zaba(zuna), hijo de...". Se presume que este Zabazuna es el hijo de Iddin-Sin y rey de Simurrum.

"Sasiya tomó a sus [hijos o nietos] y los llevó ante Zazum de Qutu como rehenes. Transportó tributo [hasta allí]. Sasiya entregó a Zazum de Qutu el rey de Simurrum quien servía a Zazum pero habría escapado con Sasiya".

### Líderes de Simurrum
Reyes y gobernadores de Simurrum, independientes o bajo vasallaje.
- Ka-Nisba, súbdito del reino guti, lideró una rebelión contra Erridupizir (circa 2140 a. C.)
- Tabban-Darah, súbdito de la 3ra Dinastía de Ur (circa 2050 a. C.)
- Sillus-Dagan, súbdito de la 3ra Dinastía de Ur (circa 2040 a. C.)
- Iddin-Sin (2000-1900 a. C.)
- Zabazuna, hijo de Iddin-Sin[6][24] (2000-1900 a. C.)

## Ubicación
Hay un acuerdo general entre los académicos de que Simurrum se encontraba al este del Río Tigris, entre los valles y montes del área. Se ha propuesto que la ciudad estaba sobre el río Diala.
Un asiriólogo sugirió que Simurrum se hallaba cerca de "Tell Ali", no lejos de la desembocadura del Pequeño Zab en su parte oriental, en línea directa de Assur a Kirkuk. En la zona de Tell Ali se encontraron 25 tabletas en cuneiforme. Otra ubicación posible es Qala Shirwana, un montículo de 30 metros de alto, con una ciudadela adicional de 10 metros, ubicado en el sur de la cuenca del río Diala, cercano a Kalar, ciudad del Kurdistán Iraquí, ha sido una posible proposición para el sitio de Simurrum. Se han excavado hasta 100 hectáreas de una antigua ciudad, con restos arqueológicos del segundo milenio a. C.. El pueblo de Altun Kupri también ha sido sugerido.

## Karahar
La ciudad de Karahar, aún sin hallar, es conocida por registros de la Tercera Dinastía de Ur, donde varios textos la vinculan con Simurrum, por lo que se cree que ambas ciudades se encontraban en la proximidad. Karahar parece haberse ubicado entre Simurrum y Eshnunna, y cerca de otras ciudades-estado como Hamazi y Pasime, sobre el río Alwand, un tributario del río Diala, y a los pies de los Zagros.